# Dov-Ber Borochov
Dov-Ber Borochov (דב בר בורוכוב), né le 3 juillet 1881 à Zolotonocha en gouvernement de Poltava (dans l'Empire russe) et mort le 17 décembre 1917, est un écrivain, linguiste et chercheur dans les domaines du yiddish et de l'histoire du peuple juif. Marxiste sioniste, il est l’un des fondateurs du mouvement sioniste travailliste.

## Biographie
Membre actif du mouvement Poale Sion, il voit dans l'implantation en Terre d'Israël, la solution aux problèmes du prolétariat juif, tout en continuant la lutte pour les revendications du prolétariat mondial.
En 1903, Lors de la proposition du projet Ouganda, Borochov défend le camp des inconditionnels de la Terre d'Israël. Puis en 1904, il est arrêté pour ses activités par les autorités russes.
Après la reprise des événements révolutionnaires en Russie, Borochov se dirigea vers son pays natal. En route, il a participé en tant que délégué de Poalei Sion à la session de la Commission socialiste internationale des pays neutres à Stockholm. Borochov a participé à l'élaboration d'articles liés à la question juive dans le manifeste de la Commission socialiste internationale sur l'ordre mondial de l'après-guerre. En Russie, il continua de participer activement à la vie publique, notamment en août 1917 lors du troisième congrès « Poalei Zion » appelant à la colonisation socialiste de la Palestine et en septembre à Kiev (dans le cadre du Congrès des peuples et des régions de Russie) avec un rapport sur le thème « La Russie en tant que communauté de nations ». Au cours de ses voyages dans les colonies juives d’Ukraine, Borochov a contracté une pneumonie et est décédé en décembre 1917.
Dov-Ber Borochov meurt peu de temps après sa libération, à l'âge de 36 ans. Le 3 avril 1963, sa tombe est transférée au cimetière de Kinneret.

## Idéologie
Borochov devient influent dans le mouvement sioniste en théorisant le nationalisme en général et le nationaliste juif en particulier, en termes de lutte des classes et de matérialisme dialectique. Borochov se définit comme marxiste et expose sa philosophie dans son premier ouvrage majeur, La question Nationale et la lutte des classes publié en 1905. Il explique que les juifs d’Europe sont répartis socialement selon une pyramide des classes inversée, dans laquelle ils occupent peu les activités productives de l'agriculture et de l'industrie, pour être surreprésentés dans les métiers d’artisan, de colporteur, de petit commerçant, de l'enseignement ou des activités intellectuelles. Il développe l'idée selon laquelle les juifs d'Europe vont être contraints de migrer de pays en pays pour finalement s'installer sur un territoire national où ils formeront la base prolétaire d'une pyramide normale, fondée sur des activités productives agricoles et industrielles. 
Une idée fondamentale de la pensée de Borochov est que les classes prolétaires arabes et juives ont des intérêts communs en tant que travailleurs et qu'ils doivent participer ensemble à la lutte des classes après le retour des juifs en Palestine.